# Hemviken
Hemviken är en sjö i Finland. Den ligger i kommunen Kyrkslätt i landskapet Nyland, i den södra delen av landet, 20 km väster om huvudstaden Helsingfors. Hemviken ligger 1 meter över havet. Arean är 5 hektar och strandlinjen är 0,98 kilometer lång. Sjön  ingår i Finska vikens kustområde. 